# Gunnar Myrdal Prize
Il Gunnar Myrdal Prize è un premio istituito dall'European Association for Evolutionary Political Economy assegnato biennalmente per la migliore monografia su un tema ampiamente in accordo con le prospettive teoriche dell'EAEPE. A ogni vincitore del Gunnar Myrdal Prize viene assegnato un premio in denaro.

## Lista dei vincitori
| Anno | Premiati                                                        | Monografia |
| ---- | --------------------------------------------------------------- | --- |
| 1992 | Len Doyal, Ian Gough Mario Morroni                              | A Theory of Human Need (London: Macmillan) Production Process and Technical Change (Cambridge: Cambridge University Pres) |
| 1993 | Bart Verspagen                                                  | Uneven Growth between Interdependent Economies: An Evolutionary View on Technology Gaps, Trade and Growth (Aldershot: Ashgate) |
| 1994 | non è stato assegnato                                           | |
| 1995 | Regine Heidenreich Jack Vromen                                  | Economics and Institutions: A Reconstruction of the Work of K. William Kapp in the Economic and Social Sciences (Frankfurt: P. Lang) Evolution and Institutions: In Inquiry into the Foundations of the New Institutional Economics (London: Routledge) |
| 1996 | Winfreid Ruigrok e Rob Van Tulder                               | The Logic of International Restructuring: The Management of Dependencies in Rival Industrial Complexes (London: Routledge) |
| 1997 | Pier Paolo Saviotti                                             | Technological Evolution, Variety and the Economy (Cheltenham: Edward Elgar) |
| 1998 | Steve Fleetwood                                                 | Hayek's Political Economy: The Socio-Economics of Order (London: Routledge) |
| 1999 | Esther-Mirjam Sent                                              | The Evolving Rationality of Rational Expectations: An Assessment of Thomas Sargent's Achievements (Cambridge: Cambridge University Press) |
| 2000 | Irene Van Staveren Fred Lee                                     | The Value of Economics: An Aristotelian Perspective (London: Routledge) Post Keynesian Price Theory (Cambridge: Cambridge University Press) |
| 2001 | non è stato assegnato                                           | |
| 2002 | Philip A. O'Hara                                                | Marx, Veblen and Contemporary Institutional Political Economy: Principles and Unstable Dynamics of Capitalism (Cheltenham: Edward Elgar) |
| 2003 | Ha-Joon Chang                                                   | Kicking Away the Ladder: Development Strategy in Historical Perspective (London: Anthem Press) |
| 2004 | Bart Nooteboom John B. Davis                                    | Trust: Forms, Foundations, Functions, Failures and Figures (Cheltenham: Edward Elgar) The Theory of the Individual in Economics: Identity and Value (London: Routledge).                                                                                |
| 2005 | Christian Sartorius                                             | An Evolutionary Approach to Social Welfare (London: Routledge) |
| 2006 | Wilfred Dolfsma David Reisman                                   | Institutional Economics and the Formation of Preferences: The Advent of Pop Music (Cheltenham: Edward Elgar) Democracy and Exchange: Schumpeter, Galbraith, T.H. Marshall, Titmuss and Adam Smith, (Cheltenham: Edward Elgar)                           |
| 2007 | Robert Jessop e Ngai-Ling Sum                                   | Beyond the Regulation Approach: Putting Capitalist Economies in Their Place (Cheltenham: Edward Elgar) |
| 2008 | Erik Reinert                                                    | How Rich Countries Got Rich... and Why Poor Countries Stay Poor (London: Constable & Robinson) |
| 2009 | Dimitris Milonakis e Ben Fine                                   | From Political Economy to Economics: Method, the Social and the Historical in the Evolution of Economic Theory (London: Routledge) |
| 2010 | Esben S.Andersen Andrew Tylecote e Francesca Visitin            | Schumpeter’s Evolutionary Economics: A Theoretical, Historical and Statistical Analysis of the Engine of Capitalism (London: Anthem Press) Corporate Governance, Finance and the Technological Advantage of Nations (London: Routledge)                 |
| 2011 | Svein Steinmo                                                   | The Evolution of Modern States: Sweden, Japan and the United States (Cambridge: Cambridge University Press) |
| 2012 | Sophus Reinert Carlo D'Ippoliti                                 | Translating Empire: Emulation and the Origins of Political Economy (Cambridge, MA: Harvard University Press) Economics and Diversity (London: Routledge)                                                                                                |
| 2013 | Servaas Storm e C.W.M. Naastepad                                | Macroeconomics beyond the NAIRU (Cambridge, MA: Harvard University Press) |
| 2014 | non è stato assegnato                                           | |
| 2015 | Smita Srinivas Andrew Cumbers                                   | Market Menagerie: Health and Development in Late Industrial States (Stanford University Press, 2012) Reclaiming Public ownership: Making Space for Economic Democracy (Zed Books, 2012)                                                                 |
| 2016 | non è stato assegnato                                           | |
| 2017 | Marc Lavoie Wolfram Elsner, Torsten Heinrich e Henning Schwardt | Post-Keynesian Economics: New Foundations (Edward Elgar, 2014) The Microeconomics of Complex Economies (Elsevier/Academic Press, 2014) |
| 2018 | non è stato assegnato                                           | |
| 2019 | Irene Grabel                                                    | When things don't fall apart: Global financial governance and developmental finance in an age of productive incoherence. MIT Press |